# チャールズ・ブレア
チャールズ・ブレア（Charles Blair, 1909年7月19日 - 1978年9月2日）はアメリカ合衆国のパイロットである。

## 生涯
1931年海軍で操縦訓練をうけた。1933年からユナイテッド航空のパイロットになり、1940年から新しく造られたAmerican Export Airlines（その後 American Overseas Airlinesになり、さらにパンアメリカン航空に吸収された。）のチーフ・パイロットになり、シコルスキーVS-44飛行艇をつかった大西洋横断定期航空便を運行した。
戦争中はNATS (Naval Air Transport) で輸送業務に従事するかたわらグラマンのテストパイロットをつとめた。
戦後も、ロッキード・コンステレーションや、ボーイング・ストラトクルーザーによる定期航空便のパイロットを続けた。1950年にAmerican Overseas Airlinesがパンナムに吸収されると、パンアメリカン航空のパイロットになった。

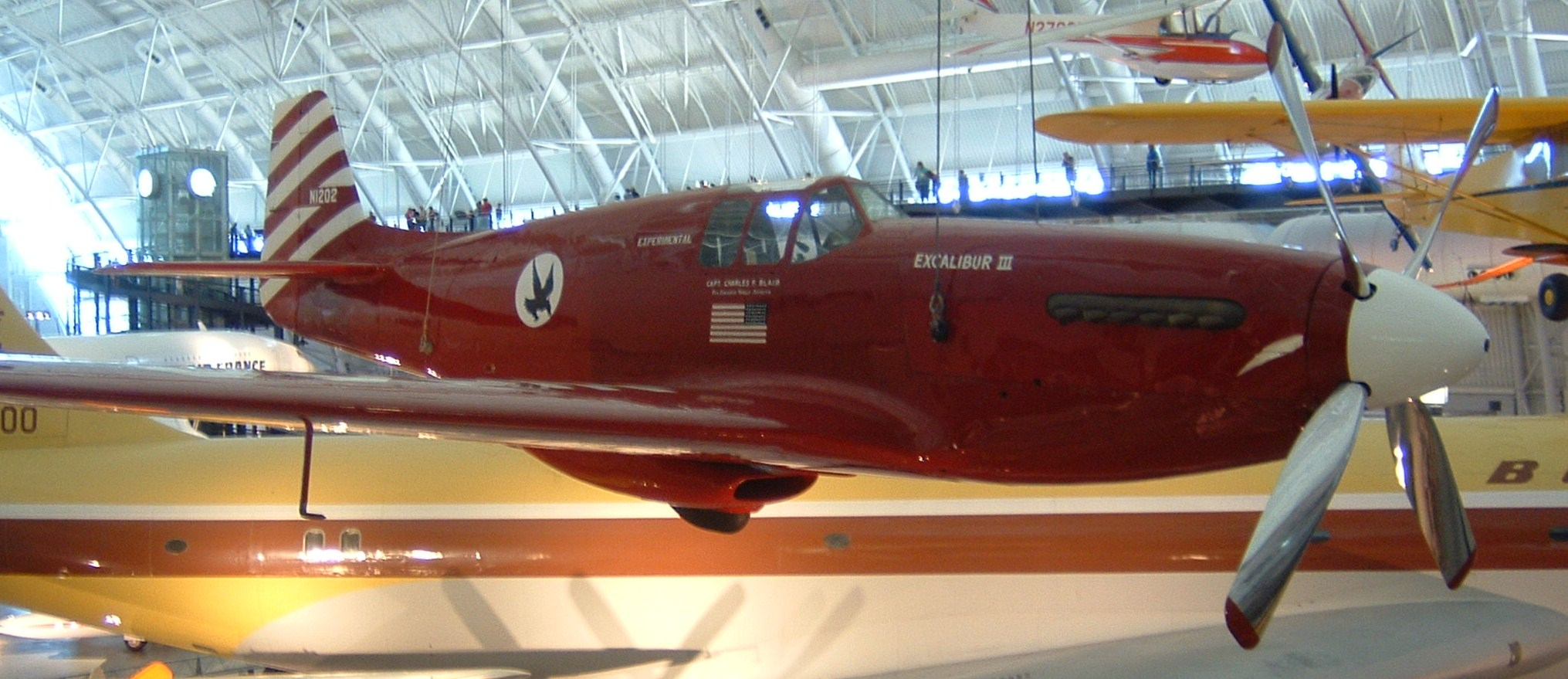
エクスキャリバーIII

1951年1月31日 P-51改造機（エクスキャリバーIII)をつかって、ニューヨーク-ロンドン間約5600kmを、高度10,000m以上でとぶことによって、ジェット気流を利用し7時間48分、平均700km/h以上の速度で飛行した。これはレシプロ・エンジン機での記録である。同じ年の5月29日、ノルウェーからアラスカまで、初の北極圏単独飛行を行った。北極点を通過する時、息子のサンタクロースあての手紙を投下した。この年ハーモン・トロフィーを受賞した。
パンアメリカン航空のパイロットのかたわら、1952年に海軍の予備役から、空軍の技術開発の仕事を行うようになった。
1968年女優のモーリン・オハラと結婚した。
1969年にパンアメリカン航空を退職した。
1978年9月2日、搭乗していたグラマン・グースが英領バージン諸島セント・トーマス島沖合で墜落。同乗者7人は救助されたが、死亡した4人にブレアが含まれていた。